# Назаров, Виктор Юрьевич
Виктор Юрьевич Назаров (5 апреля 1947, Челябинск, РСФСР — 29 ноября 2016, Санкт-Петербург, Российская Федерация) — советский и российский учёный и судебный медик, доктор медицинских наук, доцент.

## Биография
В 1970 г. окончил Ленинградский Педиатрический медицинский институт. По окончании два года служил военным врачом.
С 1972 г. — городской судебно-медицинский эксперт бюро судебно-медицинской экспертизы Ленинграда, в 1975—1977 гг. там же — заведующий танатологическим отделом. В 1977—1981 гг. — заместитель начальника бюро судебно-медицинской экспертизы Ленинградской области, в 1981—1982 гг. — городской судебно-медицинский эксперт бюро судебно-медицинской экспертизы Ленинграда.
В 1982—1983 гг. прозектор кафедры судебной медицины Военно-медицинской академии, с 1983 по 1994 гг. там же — доцент. С 1994 г. — судебно-медицинский эксперт медико-криминалистического отделения Санкт-Петербургского государственного бюджетного учреждения здравоохранения «Бюро судебно-медицинской экспертизы».
Доктор медицинских наук. Доцент. Автор более 140 опубликованных работ в ведущих отечественных и зарубежных рецензируемых изданиях, в том числе 4 монографий. * . На основе анализа архивных материалов, а затем и документально (2006) установил подлинную дату создания Санкт-Петербургского государственного бюджетного учреждения здравоохранения «Бюро судебно-медицинской экспертизы» (9 апреля 1918 года) *  (недоступная ссылка). Научная деятельность Виктора Юрьевича имела исключительную важность для развития судебной медицины России * . За значительный вклад в историю судебной медицины С-Петербурга награждён медалью «медаль «В память 300-летия Санкт-Петербурга»» (2004). Диссертация на звание канд. мед. наук: «Роль острых респираторных инфекций в скоропостижной смерти детей грудного возраста» защищена 17 декабря 1979 г. в диссертационном совете 2 ММИ им. Н. И. Пирогова. Научные руководители Я. С. Смусин и А. В. Цинзерлинг.
Диссертация на звание доктора мед. наук: «Формирование городской судебно-медицинской экспертной службы Санкт-Петербурга» защищена в диссертационном совете РЦСМЭ 25 декабря 2009 г. Научный консультант В. В. Колкутин.
Являлся ведущим специалистом в исследовании истории судебной медицины России * .

## Награды и звания
- медаль «В память 300-летия Санкт-Петербурга»
- медаль «Ветеран труда»